# Anemonopsis macrophylla
Anemonopsis macrophylla är en ranunkelväxtart som beskrevs av Sieb. och Zucc.. Anemonopsis macrophylla ingår i släktet Anemonopsis och familjen ranunkelväxter. Inga underarter finns listade i Catalogue of Life.